# Marathon van Xiamen 2014
De marathon van Xiamen 2014 werd gelopen op zaterdag 2 januari 2014. Het was de twaalfde editie van deze marathon. Het evenement heeft de status van IAAF Gold Label Race. 
De Keniaan Mariko Kiplagat kwam bij de mannen als eerste over de streep in 2:08.06. De 24-jarige Ethiopische Mare Dibaba zegevierde bij de vrouwen in 2:21.36. Ze verbeterde hiermee het parcoursrecord en had ruim vijf minuten voorsprong op haar landgenote Meseret Legese, die in 2:26.36 over de finish kwam. De wedstrijd werd gelopen bij heldere hemel en net onder de 20 graden Celsius.

## Wedstrijd
Mannen
| rang   | naam            | land | tijd    |
| ------ | --------------- | ---- | ------- |
| Goud   | Mariko Kiplagat | KEN  | 2:08.06 |
| Zilver | Julius Muriuki  | KEN  | 2:09.28 |
| Brons  | Dereje Debele   | ETH  | 2:09.35 |

Vrouwen
| rang   | naam           | land | tijd    |
| ------ | -------------- | ---- | ------- |
| Goud   | Mare Dibaba    | ETH  | 2:21.36 |
| Zilver | Meseret Legese | ETH  | 2:26.36 |
| Brons  | Emebet Etea    | ETH  | 2:33.51 |

2003 ·
2004 ·
2005 ·
2006 ·
2007 ·
2008 ·
2009 ·
2010 ·
2011 · 
2012 ·
2013 · 
2014 ·
2015 ·
2016 ·
2017